# EBM
E-BE-EM ili I-BI-EM (engl. Electronic body music, EBM) je vrsta muzike koja je nastala kombinacijom indastrijal i elektropank muzike. Izraz EBM je prvi put upotrebljen od strane belgijskog benda Front 242 1984. godine. Ovaj žanr je nastao paralelno sa tehno muzikom samo što je većina bendova ove vrste ostala u andergraund kulturi. Bend Skinny Puppy je doneo drastične promene kod EBM-a tako što je uveo scenografiju u celu muziku. Često su se u pozadini puštali stari filmovi koji podsećaju na neke bolne scene (npr. scene iz filma „Paklena Pomorandža“).

## Karakteristike
Za ovu vrstu muzike su karakteristični teški i elektro ritmovi, čisti vokali, vikanje ili mrmljanje sa raznim efektima. EBM može značiti i „elektro muzika uz koju može da se igra“. Sav zvuk se izvodi preko sintisajzera (trenutno, važni sintizajzeri za ovu vrstu elektronske muzike su Korg MS-20, Emulator II, Oberheim Matrix i Yamaha DX7). Takođe su se ovde mogle čuti i ritam mašine i gitare sa niskom distorzijom.

## Bendovi
- Front 242 (Belgija)
- Insekt (Belgija)
- Skinny Puppy (Kanada)
- The Klinik (Belgija)
- Nitzer Ebb (UK)